# Сешо
Сешо (јап. 摂政) је стара јапанска титула царског регента са задатком да помаже цару или царици на власти у случају кад су они сувише млади да одлучују. Ова титула је била изузетно висока па су се њени носиоци сматрали једним од најмоћнијих људи у Јапану (еквивалент турском великом везиру или европском канцелару). Међу најчешћим носиоцима ове титуле били су припадници Фуџивара клана али су у старим временима само чланови царске породице носили ову титулу. У старим записима Коџики је забележено да је цару Оџину у владању земљом помагала мати, царица Џингу што би могло да се схвати као први пример сешо дужности, али се то ипак узима као непоуздан извор. Прву званичну титулу сешоа држао је принц Шотоку који је помагао царици Суико.
Титула сешоа је врло слична титули кампакуа. Обе ове титуле су се на јапанском језику називале секан (摂関), а породице које су их држале су се називале секан-ке (секанске породице). Сешо и кампаку се врло мало разликују па их носиоци обично промене по сазревању или промени владара услед смрти или повлачења. Ипак особе са титулом сешоа нису увек носиле титулу кампакуа (нпр. принц Шотоку) али су исто ословљаване са денка (殿下) што би у преводу значило "ваше височанство" израз који је коришћен и за ословљавање припадника царске породице.